# Bașta
Bașta – wieś w Rumunii, w okręgu Neamț, w gminie Secuieni. W 2011 roku liczyła 548 mieszkańców.